# Фани Елслер
Фани Елслер (Гумпердорф, 23. јун 1810 − 27. новембар 1884) је била аустријска плесачица.

## Биографија
Фани Елслер је рођена 23. јуна 1810. године у Гумпердофу близу Беча. Као млада уписала је школу балета и била је редовна до 1818. године. Проглашена за једну од најбоњих плесачица, Фани одлази у Берлин 1830. затим у Париз 1834. године, где Марија Таљони балерина из ере романтичног балета и централана личност у историји европског плеса у њој проналази правог ривала. Након што је блистала у улози Золое (Le Dieu et la Bayadère) и Лисе (Le Diable boiteux), Фани наставља да учествује у низу представа које јој дају још већу популарност.
Од својих најранијих година била је обучавана за балет, а појавила се у Кернтнертортеатру у Бечу пре него што је имала 7 година. Готово увек је плесала са својом сестром Терезом, која је била 2 године старија од ње; сестре су училе плес са Жан-Пјер Омером и Фридрихом Хоршелтом, почевши од времена када је Елслер имала 9 година, такође су путовале у Напуљ, Италија, да би студирали код Гаетана Ђоје. После неколико година заједничког искуства у Бечу, сестре су отишле 1827. у Напуљ. Док је била тамо, Фани је имала аферу са Леополдом, принцом од Салерна, сином краља Фердинанда I од две Сицилије, што је резултирало рођењем сина Франца.
Њихов успех у Напуљу, коме је Елслер допринела више од њене сестре, довео је до ангажмана у Берлину 1830. Ово је био почетак низа тријумфа Елслерове личне лепоте и вештине у плесу. Након што је освојила срца у Берлину и Бечу и инспирисала Фридриха фон Генца изузетном страшћу, посетила је Лондон, где је љубазно примљена од стране Џорџа и Харијет Грот, који су практично усвојили девојчицу која је рођена три године. месеци након мајчиног доласка у Енглеску.
Септембра 1834, Елслер се појавила са балетом Краљевске музичке академије (данас познатим као балет Париске опере), што је корак који је очекивала са много стрепње због надмоћи Марие Таглиони на тој сцени. Међутим, Елслер и Таглиони су биле изузетно различити плесачи, и управа Опере је то видела као прилику да подстакне контроверзу ангажовањем Елслер. Таглиони је била позната као danseur ballonné плесач, представљена лакоћом њених одскока и скокова. Елслер је, пак, њен плес одликовао прецизношћу у којој је изводила мале, брзе кораке. Елслеров тип плеса био је познат као danse tacquetée. Резултати њених наступа су, међутим, били још један тријумф за Елслер, и привремено засенчење Таглиони. Таглиони, иако финији уметник од њих две, у то време није могла да се такмичи са личном фасцинацијом придошлице. То је било упадљиво у њеном извођењу шпанске Качуче (из Корали/Гидеовог балета Ле Диабл бото из 1836) да је Елслер надмашила све ривале. Елслер није била Шпанкиња, али њене изведбе Качуче биле су испуњене ватром и сензуалним животом. Песник Теофил Готје назвао ју је „паганском“ плесачицом због њених наступа у Качучи, поредећи је са Таглиони, „хришћанском“ играчицом. Еслеров успех и Качуча довели су до широке потражње за кореографираним балетским играма специфичног националног укуса. Ове врсте плесова постале су веома популарне, а сама Елслер је свом репертоару додала пољску cracovienne (Краковјак) и италијанску тарантелу. Њен имиџ се често поистовећивао са ружичастим сатеном и црном чипком као месната, сензуална шпанска плесачица, у оштрој супротности са приказима Таглиони као скромног силфа у белом. Елслер није поседовала само технички дар, њена способност да драматично изведе била је изузетна. Њене представе великих романтичних балета, укључујући Ла Силфиду, Жизел и Ла Есмералду, осликавале су појачане аспекте њихових бивших ликова. Ово је донело Елслер место међу најталентованијим и најистакнутијим балеринама периода романтичног балета.
Године 1840. отпловила је са својом сестром за Њујорк на турнеју коју је организовао Хенри Викоф, и након две године непоновљивог успеха вратили су се у Европу. Док је била у Њујорку, Елслер је угошћавао и пратио је Џон Ван Бурен, син председника Сједињених Држава Мартина Ван Бурена. У Вашингтону је једном приликом Конгрес затворен тако да нико не би пропустио наступ Елслерове. Лилијан Мур сматра да је Елслер била „најславнија Силфида која је икада играла ту улогу у Америци“, а последња сцена је многе чланове публике довела до суза. У Сент Чарлс театру у Њу Орлеансу, Елслер је добила уговор на две недеље за 1.000 долара за свако вече које је плесала.
Након прелепе турнеје у Америци 1840. године, која је одводи чак до Хаване, враћа се у Европу и изводи по први пут у Лондону улигу Жизеле која је била представљена две године раније у Паризу од стране Каролите Гриси. Фани напушта сцену 1851. године и повлачи се у Хамбург а затим се поново враћа у Беч где помно прати позоришни и уметнички живот.
Данас је позната као мајстор романтичног плеса, очарала је савременике својом сензуалношћу и способношћу да створи и најдраматичније ситуације. Имала је две сестре: Tерезу (1808—1878) и Хермину (1811—1898) које су такође биле плесачице.